# Beatriz González López-Valcárcel
González López-Valcárcel (Vigo) es una catedrática e investigadora en Economía de la Salud española. Es profesora de la Universidad de Las Palmas de Gran Canaria. Licenciada en Económicas por la Universidad de Santiago de Compostela y doctora en Económicas por la Universidad de La Laguna.
Fue presidenta de la Asociación Española de Economía de la Salud entre 2004 y 2005, de la Sección de Economía de la Salud Pública de la Asociación Europea de Salud Pública (EUPHA) entre 2011 y 2012. Ha sido miembro del Consejo Asesor de Sanidad del Ministerio de Economía de España y representante de Canarias en el Comité Consultivo del Sistema Nacional de Salud. Presidenta de la Sociedad Española de Salud Pública y Administración Sanitaria entre 2015 y 2017.
En 2011 recibió la Cruz de la Orden Civil de Sanidad y fue nombrada hija adoptiva de Las Palmas de Gran Canaria en 2009. En 2016 fue a su vez nombrada hija adoptiva de la Isla de Gran Canaria.
En 2017 el portal MujeresCia la eligió entre las 100 mujeres líderes en España.
Es profesora Honoris Causa por la Universidad Isalud de Buenos Aires (2015).